# Cristina Neagu
Cristina Neagu (Bukarest, 1988. augusztus 26. –) világbajnoki bronzérmes, bajnokok ligája győztes román válogatott kézilabdázó, jelenleg a CSM București játékosa. A Nemzetközi Kézilabda-szövetség 2010-ben, 2015-ben, 2016-ban és 2018-ban is az év legjobb játékosának választotta.

## Pályafutása
Neagu Bukarestben kezdett kézilabdázni, 2009-ben igazolta le a román topcsapat, a Oltchim Vâlcea. Rögtön első évében bajnokok ligája döntőt játszhatott, de alul maradtak a dán Viborg HK-val szemben. Az ott töltött idő alatt minden alkalommal megnyerték a román bajnokságot és a román-kupát.
2011-ben vállsérülést szenvedett, amiből lassan gyógyult csak fel, és 605 nap múlva, 2012 októberében léphetett csak újra pályára. Nem sokáig tudott hasznára lenni csapatának, ugyanis 2013 januárjában egy edzésen keresztszalag szakadást szenvedett. A szezon végére a román csapat komoly pénzügyi gondokkal küszködött, emiatt csapatot váltott, a montenegrói ŽRK Budućnost Podgorica-hoz igazolt. A csapat a montenegrói bajnokságból kiemelkedik, így nem meglepő, hogy azóta is minden évben ők lettek a montenegrói bajnokok és kupagyőztesek. A Bajnokok Ligájában pedig 2015-ben tudtak diadalmaskodni. Ebben az évben 102 bajnokok ligája találatával Andrea Penezić-csel megosztva gólkirály lett.
2017 őszétől újra Romániában játszik, a CSM Bucureștivel kötött kétéves szerződést, kiemelkedő, szezononkénti 300 ezer eurós fizetéssel.
A román válogatottal részt vett a 2008-as olimpián. A 2010-es Európa-bajnokságon bronzérmet szerzett, és ő lett a torna gólkirálya. A 2014-es Európa-bajnokságon az All-Star csapatba választották. Világbajnokságon 2015-ben szerzett érmet, amikor bronzérmes lett a válogatottal, emellett 63 találattal ő lett a gólkirály, beválasztották az All-Star csapatba, és ő lett a torna legértékesebb játékosa. 2017-ben Bukarest díszpolgára lett. A 2018-as Európa-bajnokságon megdöntötte Farkas Ágnes gólcsúcsát a kontinenstornák örökranglistáját tekintve.

## Sikerei
- EHF-bajnokok ligája győztese: 2015
- Európa-bajnokság bronzérmese: 2010
- Román bajnokság győztese: 2010, 2011, 2012, 2013
- Montenegrói bajnokság győztese: 2014, 2015, 2016
- Világbajnokság: bronzérmese: 2015
- Világbajnokság legértékesebb játékosa: 2015
- Világbajnokság legjobb balátlövője: 2015
- Világbajnokság gólkirálya: 2015
- Európa-bajnokság legjobb balátlövője: 2010, 2014, 2016
- Európa-bajnokság gólkirálya: 2010
- Bajnokok ligája legjobb balátlövője: 2015, 2016, 2017, 2018
- Bajnokok ligája gólkirálya: 2015